# Visita del papa Francisco a Chile
El viaje apostólico del papa Francisco a Chile se realizó del 15 al 18 de enero de 2018, e incluyó las ciudades de Santiago, Temuco e Iquique. Fue la segunda visita papal realizada a dicho país, luego de la visita de Juan Pablo II en 1987, y última hasta la fecha. Tras su paso por Chile, Francisco viajó a Perú, donde visitó las ciudades de Lima, Puerto Maldonado y Trujillo.

## Antecedentes

### Anuncios de visita

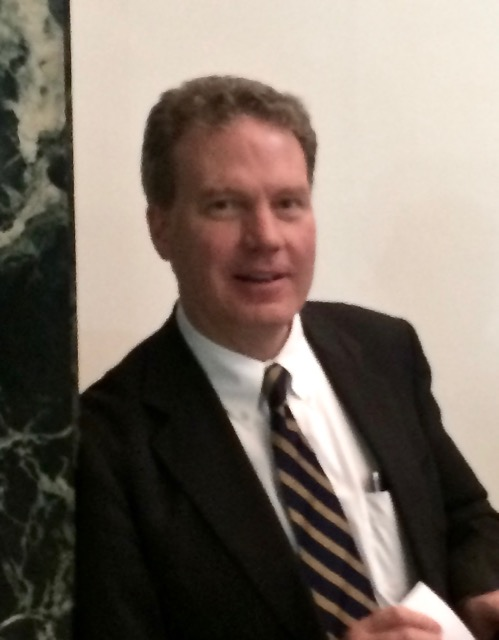
Greg Burke, portavoz de la Santa Sede, quien anunció la visita de Francisco a Chile y Perú.

El 21 de septiembre de 2016, el embajador chileno ante la Santa Sede, Mariano Fernández Amunátegui, señaló que el papa Francisco le había indicado la posibilidad de visitar en el corto plazo Argentina, Chile y Uruguay. Sin embargo, nueve días después el mismo pontífice señaló mediante un video que no sería posible dicho viaje durante 2017 debido a que realizaría una gira por Asia y África. El anuncio de una posible visita había generado rechazo entre habitantes de la ciudad de Osorno, debido a la defensa que ha realizado el papa hacia el obispo de dicha ciudad, Juan Barros, acusado de encubrir los delitos sexuales hacia menores realizados por Fernando Karadima.
El 19 de junio de 2017 el portavoz de la Santa Sede, Greg Burke, confirmó la realización de la visita papal a Chile, la cual continuaría en Perú, visitando las ciudades de Lima, Puerto Maldonado y Trujillo. Fernando Ramos, secretario general de la Conferencia Episcopal de Chile, fue nombrado el coordinador nacional de la visita y el periodista Javier Peralta fue designado coordinador ejecutivo de la comisión organizadora.

### Organización y preparativos

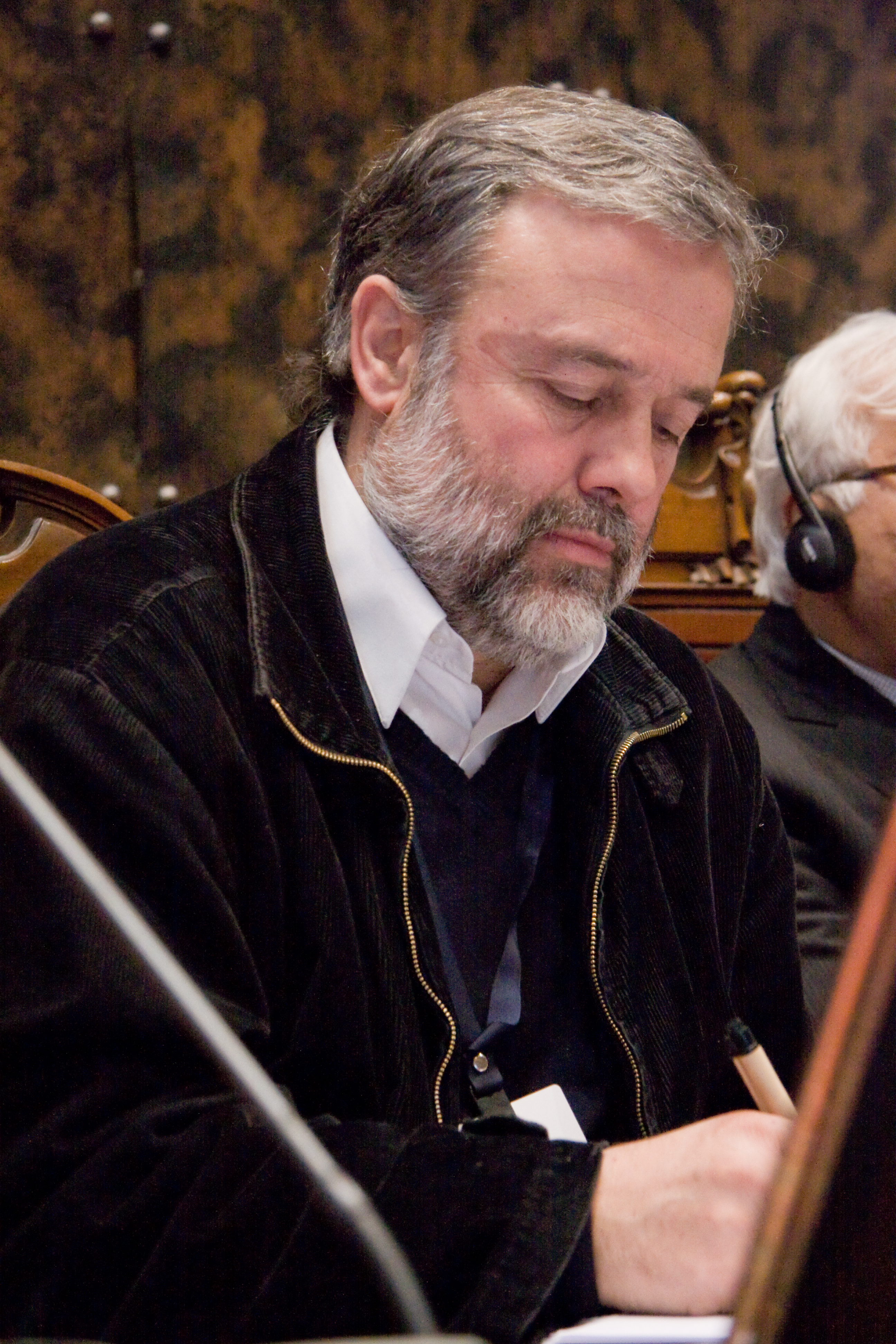
Benito Baranda, encargado por el Gobierno chileno para la coordinación de la llegada papal.

Tras el anuncio de la visita, el Gobierno valoró la realización del viaje papal y anunció medidas de seguridad durante toda la estadía del pontífice, particularmente durante su presencia en la Región de la Araucanía, donde ocurrieron una seguillida de quema de iglesias en 2016. El 22 de junio de 2017 la presidenta Michelle Bachelet nombró a Benito Baranda como coordinador del Estado de Chile para la visita papal.
La comisión organizadora señaló que se requerirán alrededor de 15 mil voluntarios, y que el costo del viaje papal rondaría los 6 millones de dólares; para reunir el monto requerido fue abierta una cuenta en el Banco Santander para recibir donaciones. El 19 de agosto de 2017 fue presentado oficialmente el logotipo y eslogan oficiales de la visita papal, consistente en un mapa de Chile sobre una cruz amarilla, con la frase «Mi paz les doy» y la firma del pontífice en el extremo inferior. El 13 de septiembre fue presentado en el Centro Educativo Salesianos Alameda el himno oficial de la visita, titulado «Mi paz les doy» e interpretado por el reconocido cantante chileno radicado en los Estados Unidos, Américo.
Se determinó que la transmisión televisiva de las ceremonias religiosas y otros eventos relacionados con la visita serían realizadas en conjunto por cuatro canales de televisión abierta: TVN, Canal 13, Mega y Chilevisión, mediante una señal oficial común complementada con sus equipos propios.
El 3 de enero el Metro de Santiago informó que las estaciones San Pablo, Las Rejas, Estación Central, Los Héroes, Baquedano y Escuela Militar de la Línea 1; Puente Cal y Canto, Toesca, Rondizzoni y Franklin de la Línea 2, y Cerrillos, Franklin, Estadio Nacional y Los Leones de la Línea 6, abrirán sus puertas a las 2:00 el 16 de enero para recibir a los feligreses, mientras que el resto de la red abrirá a las 6:00. El servicio Tren Nos-Estación Central también inició su funcionamiento a las 2:00.
El 10 de enero Correos Chile presentó un sello postal conmemorativo de la visita de Francisco, del cual se imprimieron 50 mil ejemplares.

## Cronología

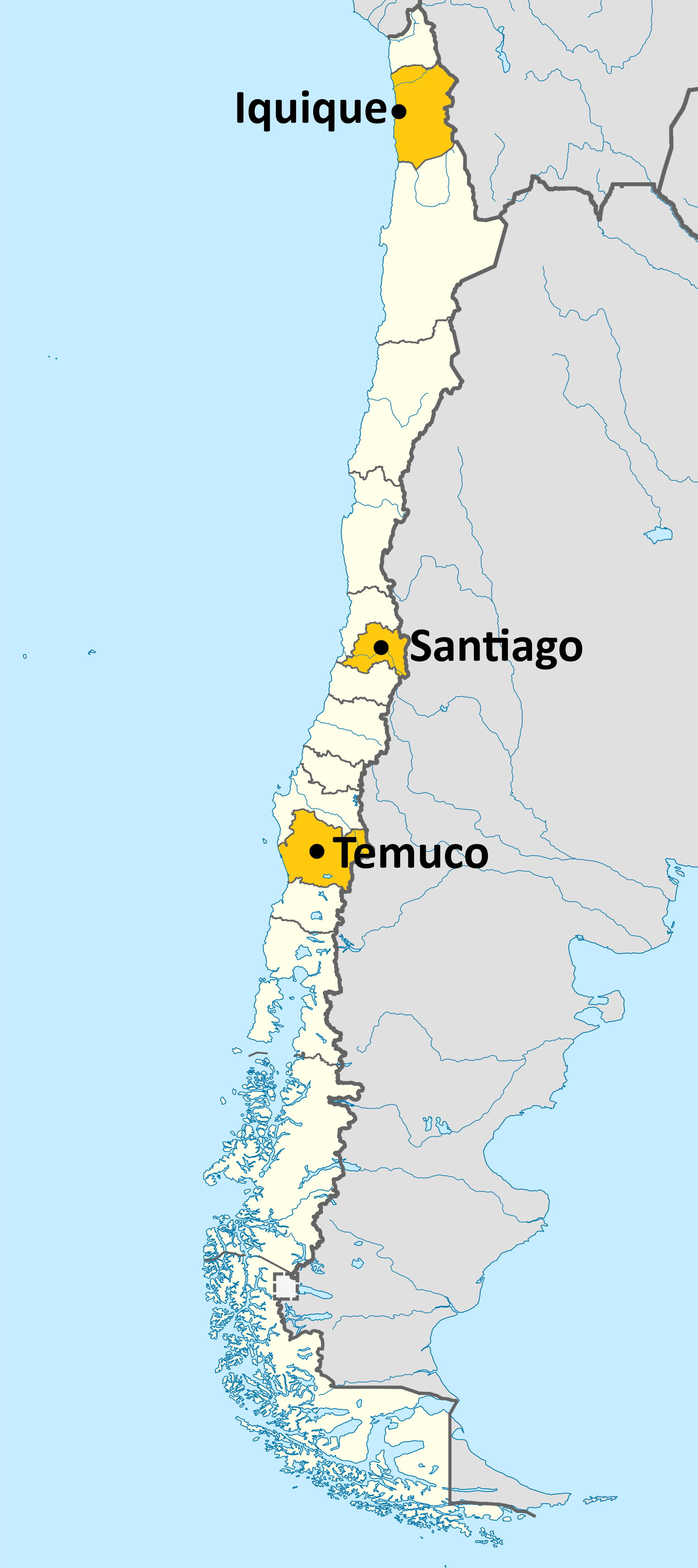
Mapa con la ubicación de las ciudades que Francisco visitó en Chile, con sus respectivas regiones en color amarillo.

El 9 de agosto de 2017 la comisión organizadora informó los lugares que el papa Francisco visitaría durante su visita a Chile:
| Día                           | Hora  | Lugar                                                        | Ciudad   | Actividad                                                                 |
| ----------------------------- | ----- | ------------------------------------------------------------ | -------- | ------------------------------------------------------------------------- |
| Lunes 15 de enero de 2018     | 19:13 | Aeropuerto Internacional Arturo Merino Benítez, Pudahuel     | Santiago | Bienvenida a Chile.                                                       |
| Lunes 15 de enero de 2018     | 19:53 | Parroquia San Luis Beltrán, Pudahuel                         | Santiago | Oración en la tumba de Enrique Alvear.                                    |
| Lunes 15 de enero de 2018     | 20:35 | Nunciatura Apostólica, Providencia                           | Santiago | Bienvenida de las autoridades eclesiásticas chilenas.                     |
| Martes 16 de enero de 2018    | 08:20 | Palacio de La Moneda, Santiago                               | Santiago | Encuentro con las autoridades, la sociedad civil y el cuerpo diplomático. |
| Martes 16 de enero de 2018    | 09:00 | Palacio de La Moneda, Santiago                               | Santiago | Reunión con la presidenta Michelle Bachelet.                              |
| Martes 16 de enero de 2018    | 10:30 | Parque O'Higgins, Santiago                                   | Santiago | «Misa por la paz y la justicia».                                          |
| Martes 16 de enero de 2018    | 16:00 | Centro Penitenciario Femenino de Santiago, San Joaquín       | Santiago | Encuentro con más de 400 reclusas.                                        |
| Martes 16 de enero de 2018    | 17:15 | Catedral Metropolitana de Santiago, Santiago                 | Santiago | Encuentro con sacerdotes, religiosos, consagrados y seminaristas.         |
| Martes 16 de enero de 2018    | 18:15 | Catedral Metropolitana de Santiago, Santiago                 | Santiago | Reunión con los obispos chilenos en la sacristía.                         |
| Martes 16 de enero de 2018    | 19:15 | Santuario del Padre Hurtado, Estación Central                | Santiago | Encuentro privado con sacerdotes jesuitas.                                |
| Martes 16 de enero de 2018    | 19:50 | Santuario del Padre Hurtado, Estación Central                | Santiago | «Encuentro del Cristo pobre» en el Hogar de Cristo.                       |
| Miércoles 17 de enero de 2018 | 10:30 | Aeródromo Maquehue, Padre Las Casas                          | Temuco   | «Misa por el progreso de los pueblos».                                    |
| Miércoles 17 de enero de 2018 | 12:45 | Casa de las Hermanas de la Santa Cruz, Temuco                | Temuco   | Almuerzo con habitantes de la región de la Araucanía.                     |
| Miércoles 17 de enero de 2018 | 17:30 | Templo Votivo de Maipú, Maipú                                | Santiago | Encuentro con los jóvenes.                                                |
| Miércoles 17 de enero de 2018 | 19:00 | Casa Central de la Pontificia Universidad Católica, Santiago | Santiago | Encuentro con el mundo académico.                                         |
| Jueves 18 de enero de 2018    | 11:30 | Campo de Playa Lobito                                        | Iquique  | «Misa de Nuestra Señora del Carmen».                                      |
| Jueves 18 de enero de 2018    | 14:00 | Casa de retiros del Santuario de Nuestra Señora de Lourdes   | Iquique  | Almuerzo con la comitiva papal.                                           |
| Jueves 18 de enero de 2018    | 16:45 | Aeropuerto Internacional Diego Aracena                       | Iquique  | Despedida de Chile. Viaje a Lima, Perú.                                   |

## Desarrollo

### Llegada a Chile (15 de enero)

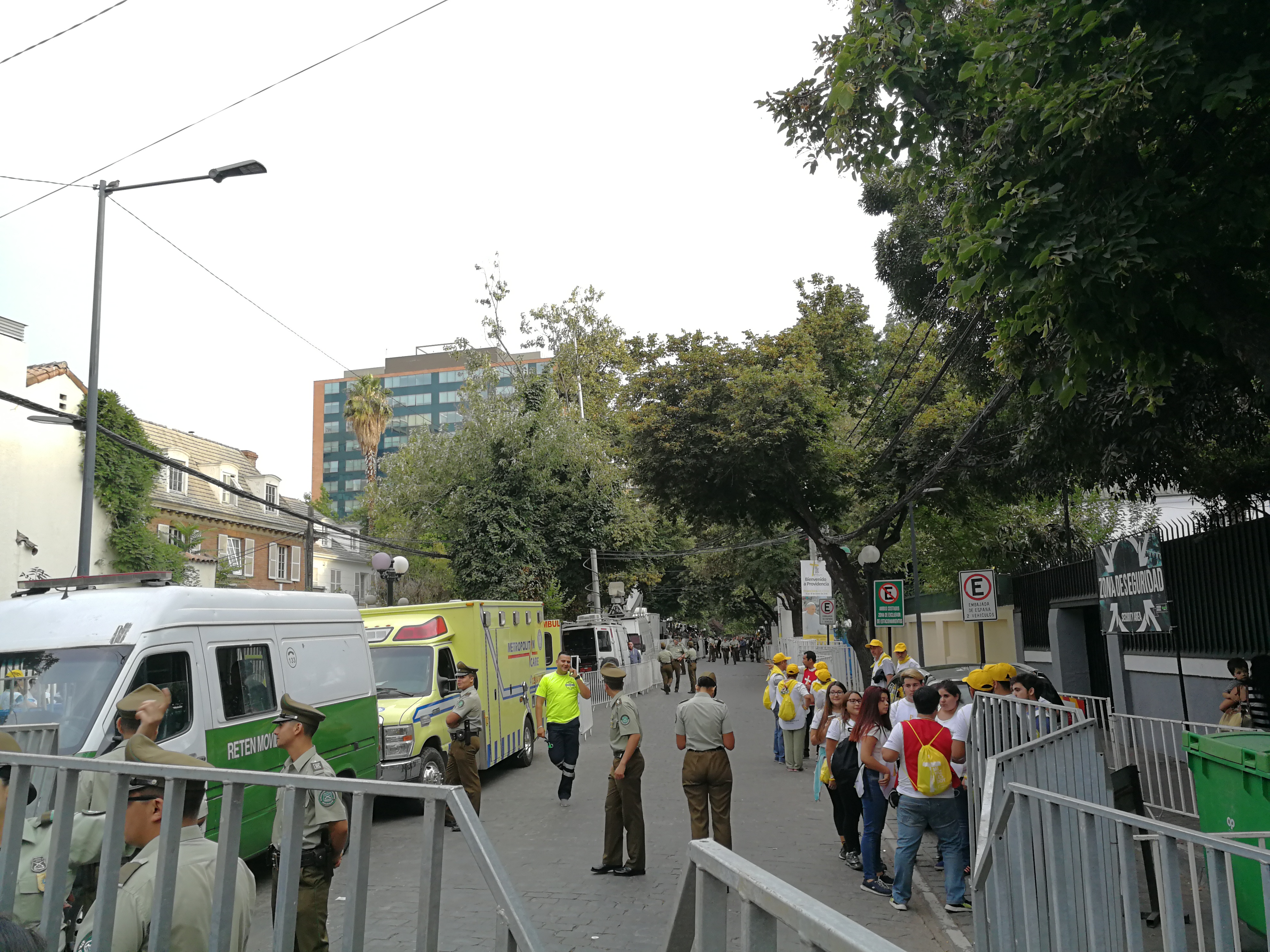
Preparativos en el exterior de la Nunciatura Apostólica ante la llegada del papa Francisco.

La comitiva oficial de la Santa Sede viajó desde Roma a Santiago en un avión Boeing 777-200 de Alitalia (vuelo AZA 4000), que despegó desde el Aeropuerto de Roma-Fiumicino a las 08:55 horas (GMT+1, hora de Italia), y aterrizó en el Aeropuerto Internacional Arturo Merino Benítez a las 19:14 horas (GMT-3, hora de Chile), donde fue recibida por la presidenta Michelle Bachelet y otras autoridades.
Francisco se trasladó en automóvil a la parroquia de San Luis Beltrán en Pudahuel, donde oró en la tumba de monseñor Enrique Alvear, conocido como el «Obispo de los pobres». Posteriormente, realizó su primer viaje a bordo del papamóvil, pasando por las calles San Pablo, Brasil, Alameda, Providencia y Monseñor Sótero Sanz, para llegar a la Nunciatura Apostólica poco antes de las 21:00 horas, donde pernoctó.

### Primera jornada en Santiago (16 de enero)

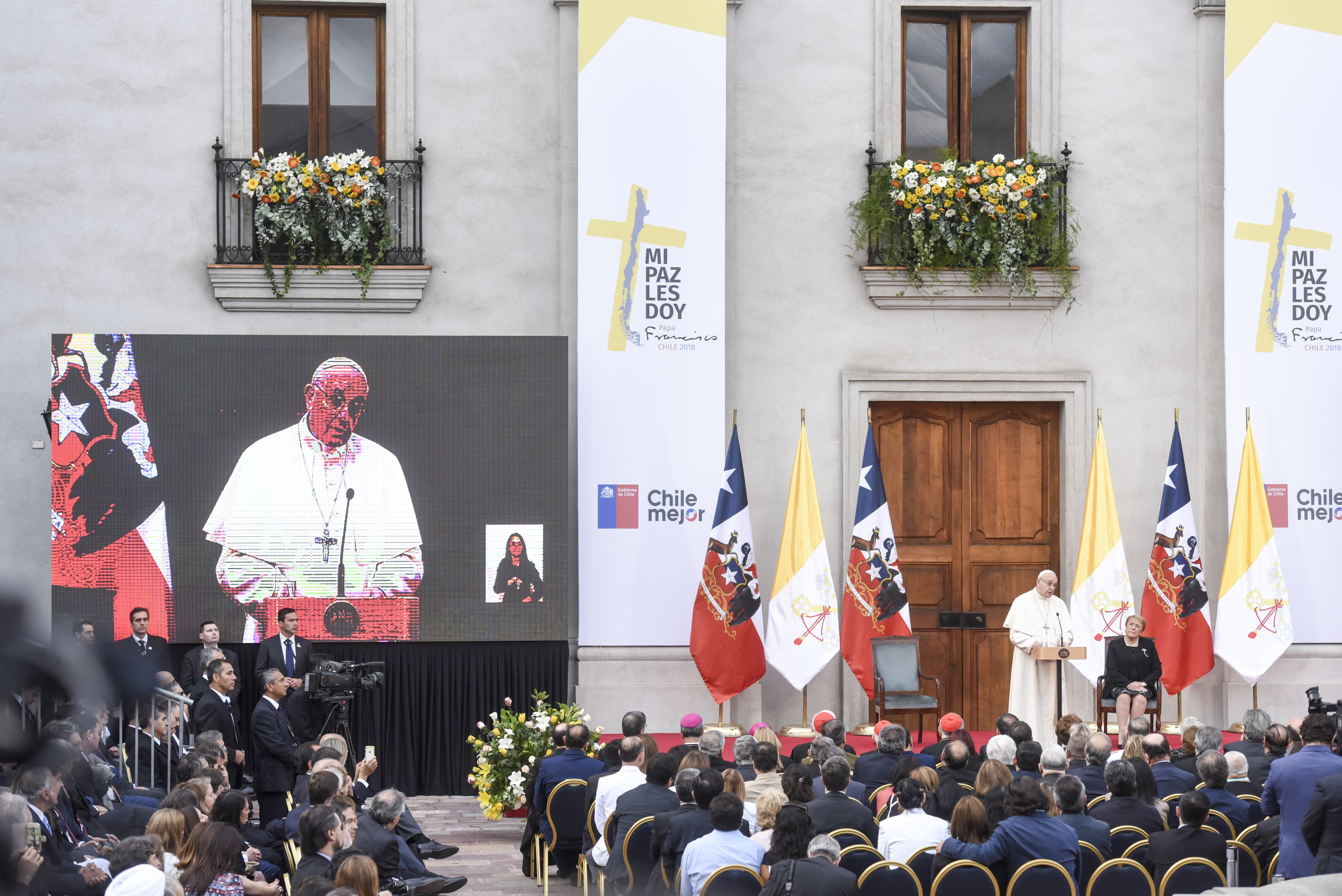
Acto en el Patio de los Naranjos del Palacio de La Moneda.

A la mañana siguiente, realizó una visita oficial al Palacio de La Moneda, donde fue recibido nuevamente por la presidenta Bachelet. Se realizó una actividad en el Patio de los Naranjos del palacio con la asistencia de distintas autoridades, diplomáticos, funcionarios públicos y miembros de organizaciones de la sociedad civil. En la ocasión, Francisco se refirió a los abusos sexuales a menores al interior de la Iglesia católica:

Escuchar a los niños que se asoman al mundo con sus ojos llenos de asombro e inocencia y esperan de nosotros respuestas reales para un futuro de dignidad y aquí no puedo dejar de manifestar el dolor y la vergüenza, vergüenza que siento por el daño irreparable causado a niños por ministros de la Iglesia. (...) Es justo pedir perdón y apoyar con todas las fuerzas a las víctimas, al mismo tiempo que nos empeñamos para que no se vuelva a repetir.
Francisco.

Tras una reunión privada con Bachelet en el Salón Azul del Palacio de La Moneda, se trasladó a la explanada del parque O'Higgins, donde celebró su primera misa como papa en suelo chileno, la cual fue denominada «Misa por la paz y la justicia», y contó con 400 mil asistentes. Terminada la ceremonia regresó a la Nunciatura para almorzar y descansar. Allí tuvo una reunión reservada con víctimas de abusos sexuales, según confirmó Greg Burke durante la tarde.
Posteriormente, realizó una visita al Centro Penitenciario Femenino de Santiago, ubicado en la comuna de San Joaquín, lugar en que se realizó una ceremonia con 400 reclusas, a la que también asistió la presidenta Bachelet; esta fue la primera visita de Francisco a una cárcel de mujeres. En la ocasión el pontífice dijo que «una condena sin futuro no es una condena humana, es una tortura. Toda condena tiene que tener un horizonte. Eso exíjanlo a ustedes mismas y a la sociedad».
Luego abordó un automóvil hasta la Plaza de la Constitución, donde hizo el cambio al papamóvil, pasando por Morandé y Compañía, hasta llegar a la Catedral Metropolitana. En el principal templo de Santiago tuvo un encuentro con sacerdotes, religiosos, consagrados y seminaristas, donde volvió a referirse a los casos de abuso cometidos al interior de la iglesia, afirmando que «conozco el dolor que han significado los casos de abusos ocurridos a menores de edad y sigo con atención cuanto hacen para superar ese grave y doloroso mal». Posteriormente tuvo una reunión con los obispos chilenos en la sacristía de la catedral, incluyendo a Bernardino Piñera, el obispo más longevo del mundo.
El tercer recorrido del papa en papamóvil lo realizó desde la Catedral, pasando por las calles Morandé, Alameda y la Avenida Padre Hurtado para terminar en el Santuario del Padre Hurtado en Estación Central. En dicho lugar se reunió en privado con los jesuitas chilenos, y oró sobre la tumba de san Alberto Hurtado. Posteriormente se realizó el «Encuentro del Cristo pobre», donde compartió alrededor de una mesa con 28 personas beneficiadas y voluntarias del Hogar de Cristo. Francisco finalizó la jornada trasladándose en automóvil a la Nunciatura Apostólica.

### Viaje a Temuco y actividades en Santiago (17 de enero)

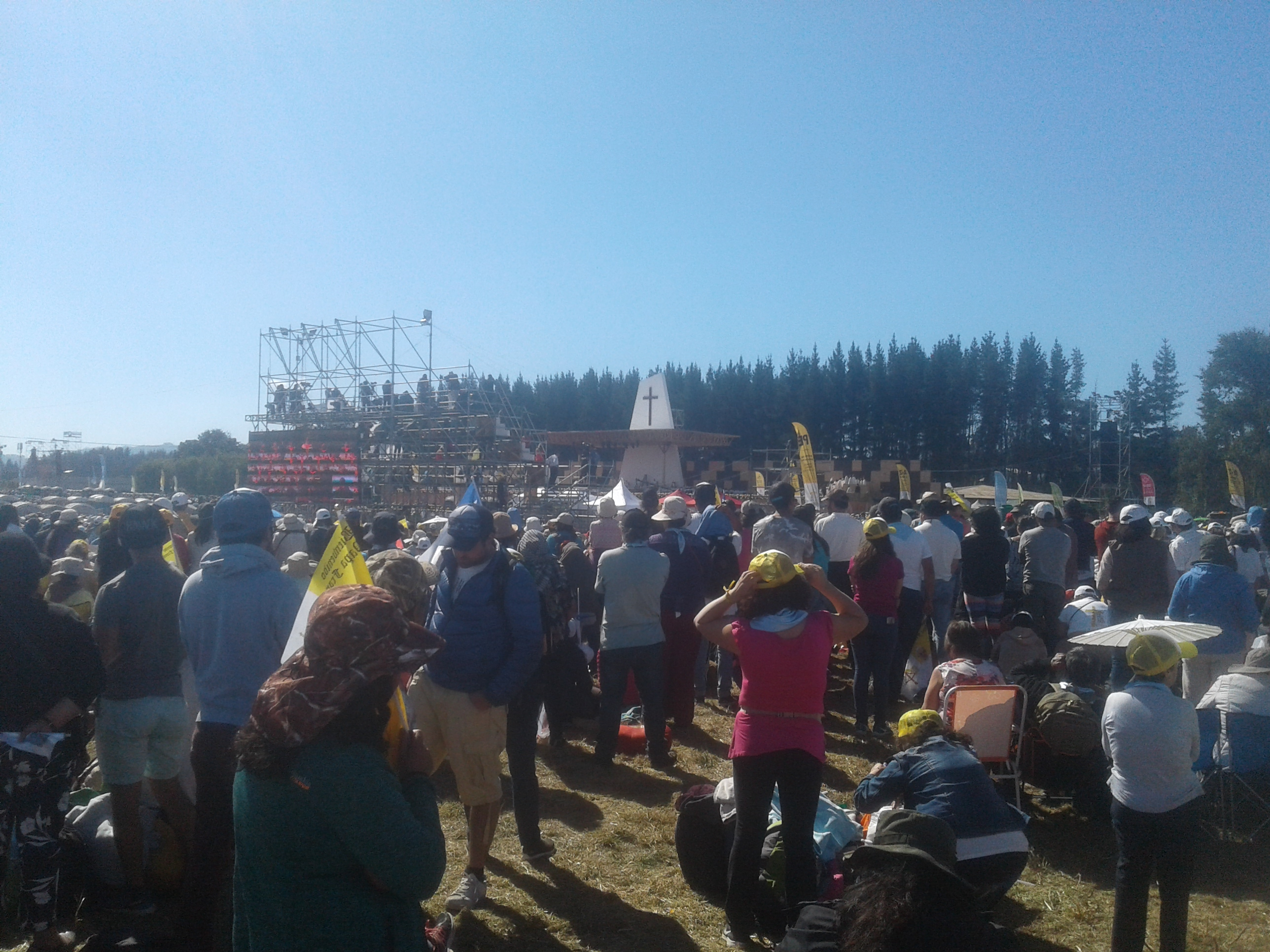
«Misa por el progreso de los pueblos», realizada en Temuco.

En la mañana del 17 de enero Francisco se reunió en la Nunciatura Apostólica con el general director de Carabineros de Chile, Bruno Villalobos.
Luego viajó a Temuco, en la zona sur del país, utilizando una aeronave Airbus A321 de LATAM, cuyo vuelo (LAN 1247) despegó a las 08:04 del aeropuerto de Santiago, y aterrizó a las 09:05 en el Aeropuerto La Araucanía. El pontífice fue trasladado en automóvil hasta el Aeródromo Maquehue, ubicado en la comuna de Padre Las Casas, donde celebró la «Misa por el progreso de los pueblos» ante unos 200 mil feligreses. En la ocasión hizo alusiones al conflicto mapuche, iniciando su discurso con la frase en mapudungún «Mari, mari. Küme tünngün ta niemün» («Buenos días, la paz esté con ustedes»), y mediante una cita de Violeta Parra: «Arauco tiene una pena, que no la puedo callar, son injusticias de siglos que todos ven aplicar».
Más tarde regresó a la ciudad de Temuco, donde abordó el papamóvil a las 12:30 horas en la Avenida Caupolicán, hasta llegar al convento de las Hermanas de la Santa Cruz, a los pies del cerro Ñielol. Allí Francisco almorzó junto a 11 habitantes de la región de la Araucanía, incluyendo a ocho representantes de comunidades mapuches, una víctima de violencia rural de la provincia de Malleco, un descendiente de colonos suizo-alemanes y un inmigrante haitiano, además del obispo de Temuco, Héctor Vargas. La machi Francisca Linconao, acusada por la Fiscalía de participar en el asesinato del matrimonio Luchsinger-Mackay, intentó reunirse con el papa, pero la policía le impidió el acceso al almuerzo. Antes de dejar el convento, Francisco fue a la capilla del recinto, donde compartió con 40 hermanas de la Santa Cruz y religiosos de otras congregaciones.

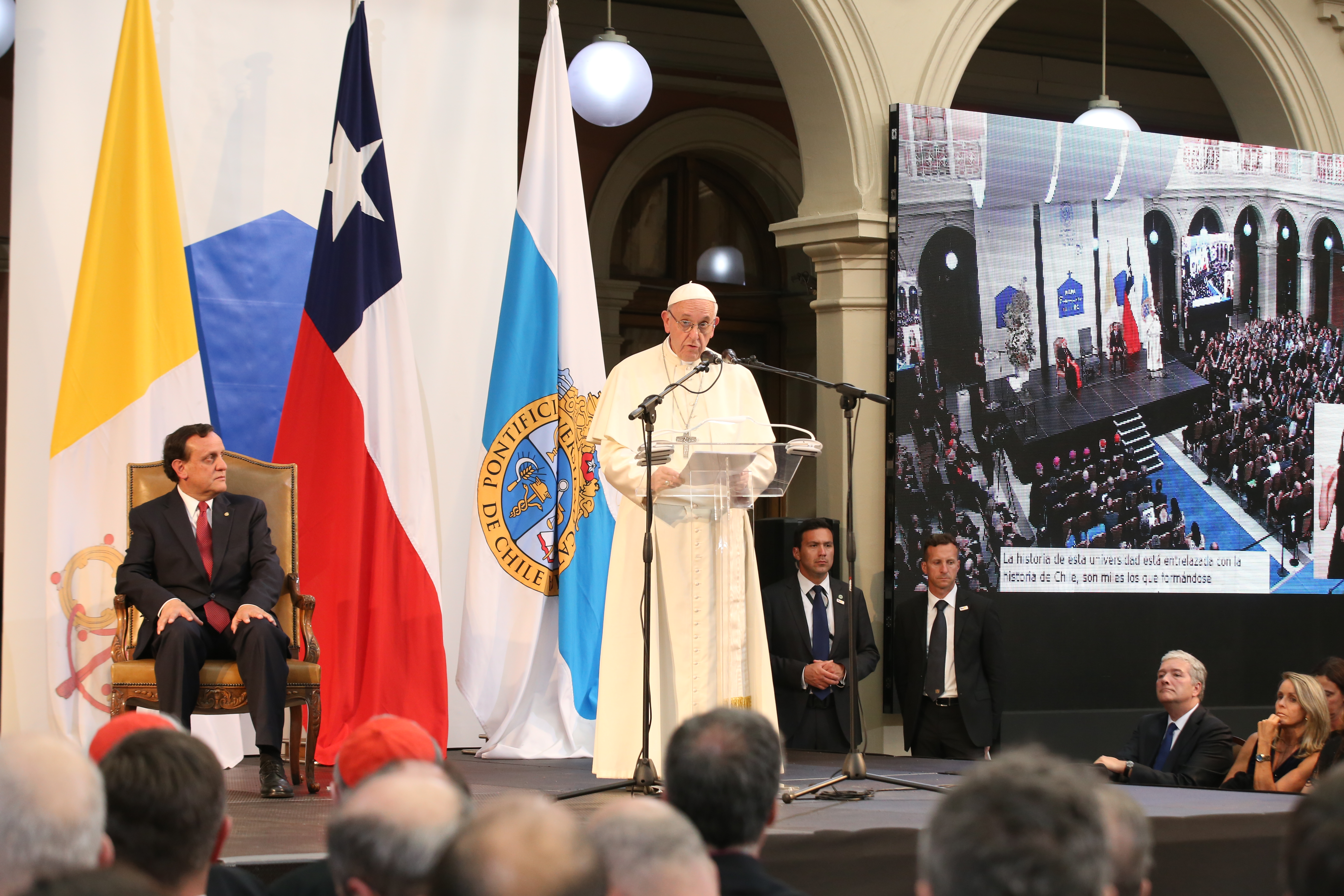
Francisco en la Casa Central de la Pontificia Universidad Católica de Chile. A la izquierda, sentado, el rector Ignacio Sánchez.

Luego el papa se trasladó al Aeropuerto de la Araucanía, donde abordó la misma aeronave para regresar a Santiago, la cual despegó a las 15:30. Tras aterrizar en la capital chilena, se dirigió al Templo Votivo de Maipú, ubicado en la comuna homónima, donde sostuvo un encuentro con 45 mil jóvenes. Allí, Francisco hizo analogías con los aparatos móviles, afirmando que «hay un momento en que sin darnos cuenta comienza a bajar nuestro ancho de banda, nuestro querer estar conectado con Jesús se empieza a perder y empezamos a quedarnos sin conexiones, sin batería», y que la contraseña para evitar esas situaciones era reflexionar la icónica frase del sacerdote Alberto Hurtado, «¿Qué haría Cristo en mi lugar?».
La última actividad oficial de Francisco en Santiago la realizó en la casa central de la Pontificia Universidad Católica de Chile (PUC), cerca de las 19:00 horas. El pontífice recorrió el Patio Juan Pablo II, el Salón Fresno y la Plaza Juan de Dios Vial del Centro de Extensión, junto al rector de la PUC Ignacio Sánchez. Luego se dirigió a los más de tres mil invitados pertenecientes al mundo académico y cultural, incluyendo al presidente electo Sebastián Piñera, al expresidente Ricardo Lagos y al presentador Mario Kreutzberger «Don Francisco». Allí, el papa afirmó que «la Universidad se vuelve un laboratorio para el futuro del país, ya que logra incorporar en su seno la vida y el caminar del pueblo superando toda lógica antagónica y elitista del saber». Posteriormente regresó en papamóvil a la Nunciatura Apostólica.

### Viaje a Iquique y despedida (18 de enero)

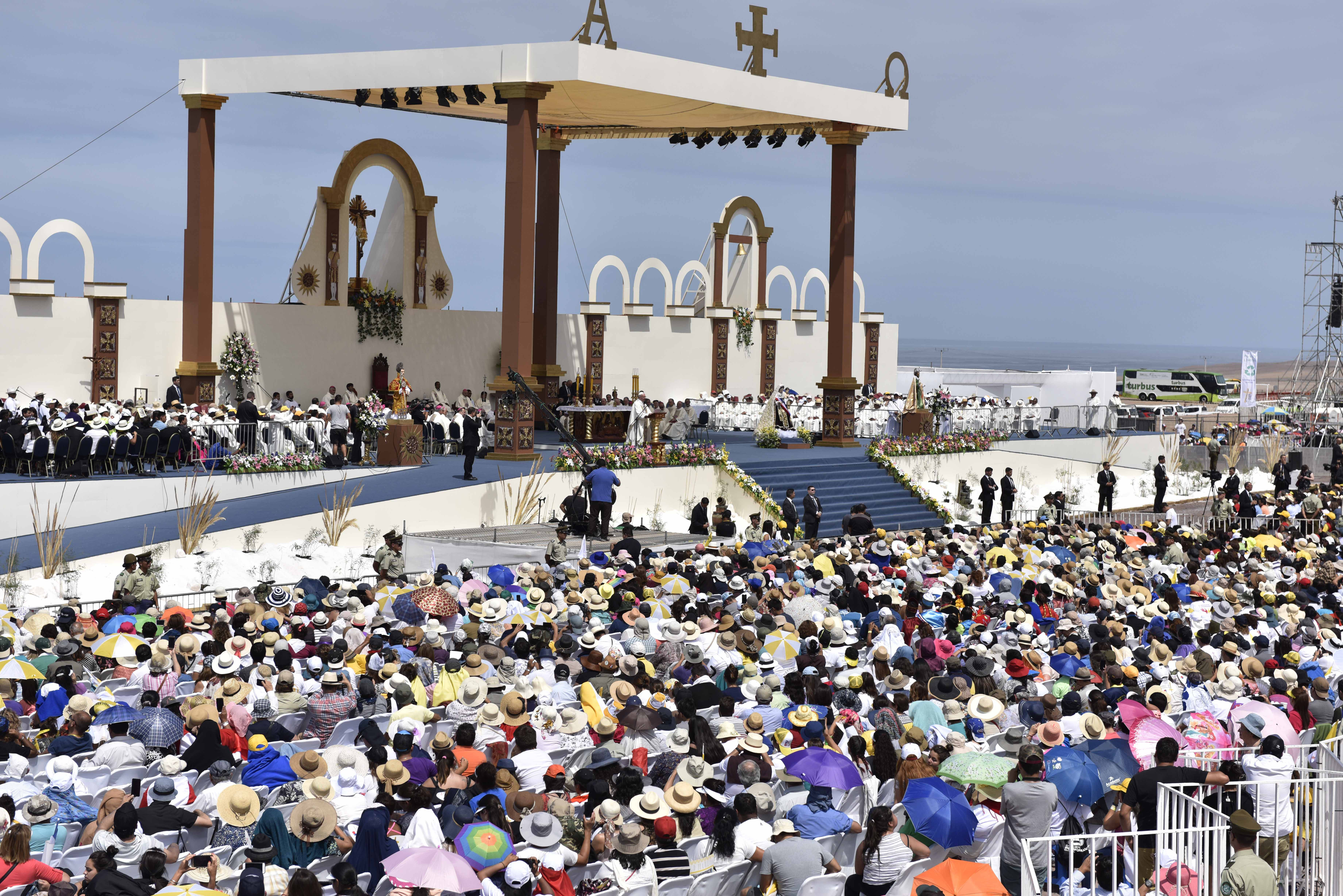
Misa realizada en Playa Lobito, en Iquique.

El pontífice viajó a la ciudad de Iquique, en la zona norte de Chile, despegando a eso de las 08:05 desde el Aeropuerto de Santiago, y aterrizando cerca de las 10:35 al Aeropuerto Internacional Diego Aracena. En pleno vuelo desde Santiago a Iquique, el papa Francisco realizó el matrimonio religioso de Paula Podest y Carlos Ciuffardi, dos miembros de la tripulación, siendo esta la primera ceremonia religiosa de ese tipo que se realiza a bordo de un avión. El acta de la ceremonia fue escrita por el obispo auxiliar de Santiago, Fernando Ramos, firmada por el pontífice, y el gerente general de LATAM, Ignacio Cueto, ofició de testigo.
Luego se dirigió al Campo de Playa Lobito, propiedad de la Universidad Arturo Prat, donde celebró la Misa en honor a la Virgen del Carmen de Chile ante cerca de 50 mil personas, número muy inferior a los 250 mil asistentes que esperaba la organización. Finalizada la ceremonia, se trasladó a Iquique en automóvil hasta la Rotonda Chipana, donde abordó el papamóvil, avanzando por las calles Arturo Prat, Capitán Roberto Pérez y alcalde Godoy. Durante el recorrido, un caballo que montaba una funcionaria de Carabineros se asustó con la comitiva papal, cayendo la policía y siendo golpeada por el papamóvil. Advertido del accidente, Francisco hizo detener el vehículo y se acercó a la carabinera, quien solo sufrió contusiones.
A eso de las 14:00 horas, el papa llegó a la Casa de Retiro del Santuario Nuestra Señora de Lourdes de los Padres Oblatos, donde almorzó con la comitiva papal. Posteriormente asistió a la capilla del santuario donde ofreció una ofrenda floral. En ese lugar, Francisco se reunió con Héctor Marín, cuyo hermano fue víctima de las violaciones a los derechos humanos realizadas durante la dictadura militar, quien le entregó una carta en nombre de la Agrupación de Familiares de Ejecutados Políticos y Detenidos Desaparecidos de Iquique y Pisagua.
A eso de las 16:45 horas, Francisco fue despedido desde el Aeropuerto de Iquique, en una breve ceremonia que contó con la asistencia de la presidenta Michelle Bachelet, a quien dedicó un telegrama en inglés donde agradeció la «cálida bienvenida y generosa hospitalidad». El pontífice abordó el mismo avión con el que recorrió Chile para viajar a Lima, Perú.

## Reacciones
El Gobierno de Chile, a través de la ministra secretaria general de Gobierno Paula Narváez, realizó un positivo balance de la visita de Francisco, afirmando que «cientos de miles de personas pudieron escuchar su mensaje, un mensaje que habla de amor, de unidad, de diálogo, de paz, de respeto, del cuidado de nuestra tierra y de la importancia de escuchar sobre todo a los más marginados».
El diario Clarín de Argentina afirmó que la visita del pontífice a Chile «se convierte en la peor de sus cinco años de pontificado», agregando que «tuvo menos presencia de fieles en los actos de lo que se esperaba», siendo «los casos de pedofilia [...] gravitantes en el desánimo». El escritor chileno Rafael Gumucio afirmó, en una columna de opinión en The New York Times, que la visita a Chile «escenificó con especial crudeza la tragedia que ha ido marcando todo el papado de Francisco», que es su incapacidad «de conectar con el corazón de alguna de las dos iglesias que se dividen la herencia de san Pedro y san Pablo, la progresista y la conservadora».

## Controversias

### Acusaciones contra el obispo Juan Barros
Uno de los temas que dominó la cobertura de la prensa durante los tres días de visita de Francisco a Chile, fue la presencia en las ceremonias papales del obispo de la diócesis de Osorno Juan Barros Madrid, quien ha sido señalado como testigo y encubridor de los abusos sexuales cometidos por el sacerdote Fernando Karadima en la parroquia del Sagrado Corazón de Jesús de El Bosque. Durante los recorridos de Francisco en Santiago, miembros de la Organización de Laicos y Laicas de Osorno protestaron por la permanencia de Barros en su diócesis. Las víctimas de abusos realizados por Karadima criticaron públicamente no haber sido invitados a la reunión reservada que mantuvo el papa con algunas de ellas a mediodía del 16 de enero.
El tema tuvo su máxima exposición durante la visita del papa a Iquique. Durante la salida de miembros de la comitiva papal en el Aeropuerto Diego Aracena, el obispo de San Bernardo, Juan Ignacio González, agredió a la periodista Priscilla Vargas de Ahora noticias (Mega) luego de que intentara entrevistar a Barros. Antes de iniciar la misa en Playa Lobito, el papa se acercó a conversar con la periodista de Radio Bío Bío, Nicole Martínez, quien le preguntó respecto de la situación de Juan Barros: "Papa, hay un tema que preocupa a los chilenos que es el caso del obispo de Osorno… ¿Usted le da todo el respaldo al obispo Barros?". A eso el Papa respondió:

El día que me traigan una prueba del obispo Barros, ahí voy a hablar. No hay una sola prueba en contra, todo es calumnia ¿Está claro?.
Francisco.

Dichas declaraciones generaron diversas reacciones de rechazo. Durante una conferencia de prensa, James Hamilton, Juan Carlos Cruz y José Andrés Murillo, víctimas de abusos sexuales por parte de Fernando Karadima, calificaron los dichos del papa como «ofensivas», «inaceptables», y que «revelan un rostro desconocido del pontífice». La Organización de Laicos y Laicas de Osorno criticó a Francisco por la «indolencia y falta de tino» en sus declaraciones.
En su viaje de retorno a Roma desde Perú, el papa Francisco reaccionó a las críticas por sus declaraciones, afirmando que «Yo sé que hay mucha gente abusada que no puede tener una prueba, o a veces la tiene, pero tiene vergüenza y la tapa y sufre en silencio», y que «Si los herí [a las víctimas] sin darme cuenta, fue una herida sin querer». Sin embargo, reafirmó su apoyo a Barros, porque «estoy convencido de que es inocente». El 30 de enero, el pontífice encargó al arzobispo de Malta, Charles Scicluna, que tome declaraciones a quienes acusan a Barros de complicidad con los abusos sexuales cometidos por Fernando Karadima.

### Manifestaciones de rechazo

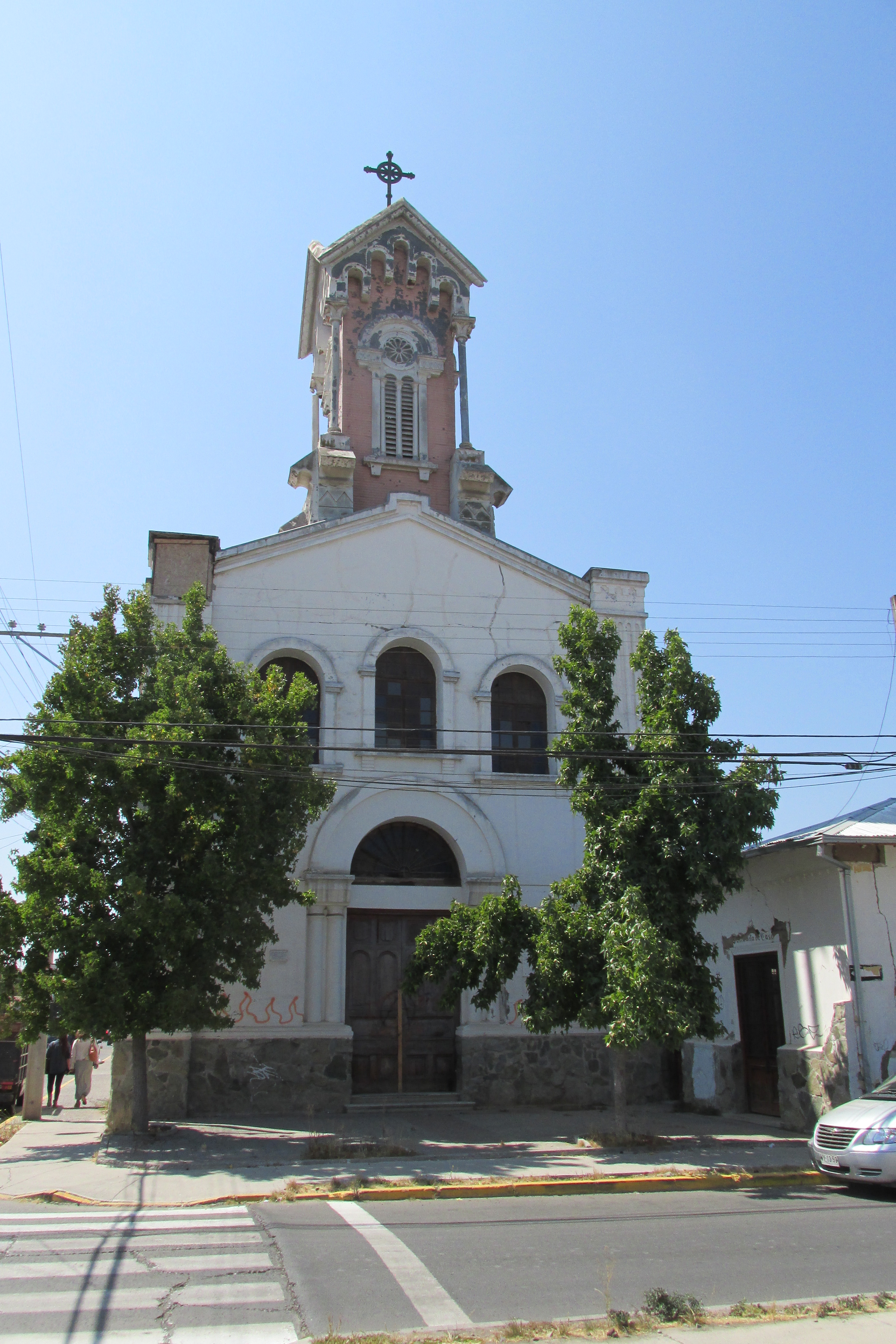
Iglesia de San Agustín, atacada por desconocidos el 14 de enero.

En la madrugada del 12 de enero, tres templos católicos en Santiago (parroquia Santa Isabel de Hungría en Estación Central, parroquia Emmanuel de Recoleta, y la capilla Cristo Vencedor de Peñalolén) fueron atacados con elementos incendiarios y artefactos explosivos. En el templo ubicado en Estación Central fueron dejados panfletos con mensajes contra la visita del Papa. En el Santuario Cristo Pobre, ubicado en avenida Matucana, ocurrió una amenaza de bomba. En la noche también fue dejado un artefacto explosivo en la parroquia Jesús Maestro de Estación Central, el cual no alcanzó a detonar.
En la mañana del 12 de enero, miembros de ANDHA Chile se tomaron la Nunciatura Apostólica, siendo posteriormente desalojados por Carabineros. En Concepción el Centro de Conciliación y Mediación fue atacado con piedras y pintura y fueron dejados mensajes alusivos a la causa mapuche y en rechazo a la visita del papa. La Fiscalía ha apuntado a los ataques hacia iglesias y recintos relacionados como una rearticulación del Movimiento Juvenil Lautaro.
En la madrugada del 14 de enero, la iglesia de San Agustín de Melipilla fue atacada con elementos incendiarios, siendo el sexto templo católico en recibir ataques en menos de una semana. El 15 de enero en la tarde se registraron protestas en el centro de Santiago y en las cercanías de la embajada de Argentina, una de ellas convocada por el Movimiento de Integración y Liberación Homosexual (Movilh) para manifestarse contra «la homofobia y la transfobia de siglos de la Iglesia católica».
En la madrugada del 16 de enero, otros cuatro templos católicos fueron atacados: la capilla Santa Juana y una segunda capilla en el sector de Río Negro, ambas en la comuna de Cunco, fueron incendiadas; la parroquia Madre de la Divina Providencia de Puente Alto fue atacada con bombas molotov; y la iglesia de la Divina Providencia fue rayada en su fachada con mensajes contra la visita papal.
El 17 de enero, durante la visita del papa a la Casa Central de la Pontificia Universidad Católica de Chile, miembros de la Federación de Estudiantes de dicha casa de estudios desplegaron un lienzo con la frase «Doble moral en la UC. Aquí se vulneran derechos laborales, sexuales, en dictadura, de la mujer».